# Elephantomyia ruapehuensis
Elephantomyia ruapehuensis är en tvåvingeart som beskrevs av Alexander 1923. Elephantomyia ruapehuensis ingår i släktet Elephantomyia och familjen småharkrankar. Inga underarter finns listade i Catalogue of Life.